# Rainer Nalazek
Rainer Nalazek (* 13. März 1947 in Bad Rothenfelde) ist ein deutscher Politiker (SPD) und war Abgeordneter der Bremischen Bürgerschaft.

## Biografie

### Ausbildung und Beruf
Im Jahr 1961 schloss er seine schulische Ausbildung mit dem Hauptschulabschluss in Verden (Aller) ab. Es folgte bis 1965 eine Ausbildung zum Starkstromelektriker und Elektroinstallateur. In den Jahren 1965 bis 1973 war er als Starkstromelektriker bei den Stadtwerken in Verden tätig, unterbrochen vom Wehrdienst in Lüneburg, Buxtehude und Stade (1968/1969). 1973 bis 1985 war Rainer Nalazek Ausbilder und legte 1975 die Ausbilder-Eignungsprüfung ab. Von 1981 bis 1984 nahm er an einer Ausbildung am Berufsförderungszentrum Bremen mit Abschluss zum Elektromeister teil. Von 1985 bis 1992 war er Ausbildungsleiter der gewerblich-technischen Berufsausbildung bei der Überlandwerk Nord Hannover AG in Bremen und zwischen 1992 und 2002 Ausbildungsleiter der gewerblich-technischen und kaufmännischen Berufsausbildung ÜNH/EWE Bremen. Von April 2003 bis zum Jahr 2012 Projektleiter für das Projekt „ExAM-HB“ beim Bildungszentrum der Wirtschaft im Unterwesergebiet (BWU).

### Politik
Im Jahr 1971 trat Rainer Nalazek in die SPD ein und war von 2002 bis 2008 Vorsitzender des SPD-Ortsvereins Arbergen und Mahndorf. Von 2001 bis 2016 war er Vorsitzender der Kommunalpolitischen Arbeitsgemeinschaft Arbergen.
Am 28. Juni 1999 wurde Nalazek Mitglied der Bremischen Bürgerschaft (1999–2007). Innerhalb der Bürgerschaft saß er in den Ausschüssen für Bundes- und Europaangelegenheiten, für internationale Kontakte und Entwicklungszusammenarbeit,  für Informations- und Kommunikationstechnologie und Medienangelegenheiten, für Rechnungsprüfung, im nichtständigen Ausschuss gemäß Artikel 125 der Landesverfassung. Er war ferner Mitglied in der Deputation für Bildung.

### Weitere Mitgliedschaften
Nalazek war von 1986 bis 2010 Präsident der Deutsch-Polnischen Gesellschaft Bremen e. V., heute Mitglied des Beirates der Deutsch-Polnischen Gesellschaft Bremen e. V., von 1998 bis 2012 stellvertretender Vorsitzender des Deutschen Jugendherbergswerkes Landesverband  Unterweser-Ems e. V. und seit 2004 Stellvertretender Vorsitzender des Aufsichtsrats der JugendHerbergen (DJH) gGmbH. Rainer Nalazek ist seit 2005 Vorstands-Präsidiumsmitglied im Hauptverband des Deutschen Jugendherbergswerk, seit 2012 Vorsitzender der Stiftung Deutsches Jugendherbergswerk.
Mitglied mehrerer Prüfungsausschüsse der Handelskammer Bremen und Mitglied im Beirat für Berufsbildung Handelskammer Bremen bis 2013. Mitglied im Ausbildungsbeirat des Schulzentrums Utbremen bis 2015, im Beirat der „Aktion junge Menschen in Not“ (Resozialisierungsverein für jugendliche Strafgefangene), Mitglied der Arbeiterwohlfahrt und der Europa-Union Bremen, 2008/2009 Gründungspräsident des Lions Club Bremen Wilhelm Olbers, von 2010 bis 2015 Vorstandsvorsitzender der Stadtteil-Stiftung Hemelingen (Bürgerstiftung), seit 2014 Stellvertretender Vorsitzender des Vereins für Begabtenförderung berufliche Bildung e. V.

## Ehrungen
Am 14. September 2021 wurde Rainer Nalazek im Rathaus mit dem Ritterkreuz des Verdienstordens der Republik Polen für seine langjährigen Verdienste um die Städtepartnerschaft Bremen und Danzig geehrt.